# Реальна унія
Реа́льна у́нія — поєднання двох держав, в якому єдність монарха встановлюється законом. На відміну від персональної унії передбачає однаковий порядок престолонаслідування.
Реальна унія, як правило, передбачає загальний закон про порядок обрання монарха у разі припинення царюючої династії; крім того, для реальної унії характерна наявність установ, загальних для держав, що входять до неї. Ця спільність державних установ може вийти лише шляхом взаємної угоди цих держав, і таким чином реальна унія відноситься до явищ міжнародного права.
Прикладами реальних уній є:
- Австро-Угорщина (1867-1918), главою якої був Франц-Йосиф I (1830-1916) — одночасно імператор Австрії та король Угорщини у 1867-1916. Австрія та Угорщина мали 3 загальні міністерства: міністерство двору, іноземних справ і міністерство загальних фінансів.
- Шведсько-норвезька унія (1815-1905). Закон визначає у разі, якщо король виявиться нездатним керувати державою, загальне регентство. У разі припинення династії встановлено спільний спосіб обрання короля парламентами обох держав. Управління обома державами цілком окремо; Тільки функції міністра закордонних справ обох країн виконував шведський міністр закордонних справ.
- Люблінська унія, яка утворила Річ Посполиту (1569-1795).
- Королівство Польське та Велике князівство Фінляндське у складі Російської імперії.